# Roadrunner Records
Roadrunner Records is een oorspronkelijk Nederlands platenlabel. Het was lange tijd een onderdeel van de Universal Music Group, maar behoort sinds 2006 tot Warner Music. Het label specialiseert zich in metal.
Roadrunner werd in 1980 opgericht door Cees Wessels, origineel onder de naam Roadracer Records. De eerste release was een album van Jim Croce. Hoewel Wessels meer interesse had in opera en rockmuziek, zag hij de groeiende markt van heavy metal en besloot zich daarop toe te leggen. Dit werd een succes en in 1986 opende Roadrunner een Amerikaans hoofdkantoor in New York. Tegenwoordig heeft het bedrijf kantoren in verschillende landen.
Chaos A.D. van Sepultura was in 1993 het eerste Roadrunner-album in de Nederlandse Top 40. In 2000 werd Slipknot de eerste Roadrunnerband met een platina album.
In 2010 werd het platenlabel volledig eigendom van Warner Music Group. Roadrunner blijft actief als sublabel onder WMG met Wessels als directeur.

## Artiesten
Sommige van hun succesvolle artiesten in 2012 zijn Cradle of Filth, Killswitch Engage, Trivium, Machine Head, Opeth, Slipknot, Soulfly, DragonForce, 3 Inches of Blood, Ill Niño en Stone Sour.
Een paar van hun nieuwe leden zijn bijvoorbeeld Black Label Society, Betzefer, Dream Theater, The Dresden Dolls, Megadeth, New York Dolls, Porcupine Tree, Within Temptation en CKY.
Bekende eerdere artiesten zijn Annihilator, Biohazard, Coal Chamber, Death, Deicide, Fear Factory, King Diamond, Life of Agony, Nickelback, Obituary, Sepultura, Shadow Gallery en Type O Negative.